# Cécile Vassort
Cécile Vassort (* 2. Juni 1941) ist eine französische Schauspielerin.

## Leben
Ihr Debüt gab die rotblonde Schauspielerin 1963 in La Rentrée, einem Kurzfilm von Serge Korber. Es folgten Fernsehrollen, unter anderem in Gaspard des montagnes (1965) und Mini-Rollen (Brennt Paris? (1966), Benjamin – Aus dem Tagebuch einer männlichen Jungfrau (1968)), bis ihr Entdecker Serge Korber ihr die kecke Nebenrolle der Janine in einem Liebesdreieck zwischen Jacques Perrin und Michel Creton in Die kleine Brave (1968) gab: sie ist die Geliebte von Perrin und Creton, bis sich Perrin in eine Prostituierte (Dany Carrel) verliebt. Es folgen weitere Nebenrollen, u. a. neben Jean Yanne und Senta Berger in Yves Boissets Kriegsfilm Kommando Cobra (1971).
Ihren Durchbruch hatte Cécile Vassort 1974 mit der Rolle der Büro-Angestellten Aline Thévoz in Claude Gorettas tragikomischem Gesellschaftsspiel Die Einladung. Es folgten die Nebenrolle der Evelyne neben Jean Gabin (als ihr Filmvater) und Alain Delon in Endstation Schafott (1974), die Martine neben Philippe Noiret in Bertrand Taverniers Der Uhrmacher von St. Paul (1974) und die Annie in Claude Chabrols Ein lustiges Leben (1975). Als Christine bildete sie in Bernard Toublanc-Michels Das böse Vergnügen (1975) mit Claude Jade, Anny Duperey, Mary Marquet und Nicoletta Machiavelli ein mörderisches Damen-Quintett, dem sich Jacques Weber ausliefert. Es folgte die einem Mörder (Michel Galabru) entkommene Louise in Taverniers Der Richter und der Mörder (1976), abermals mit Noiret.
Auf ihre Hoch-Zeit Mitte der 1970er folgten weitere Filme, in denen Vassort ausschließlich Nebenrollen spielt: Die Barrikade von Point du Jour (1978, mit Anicée Alvina), Die Kameliendame (1980, mit Isabelle Huppert), Ein mörderischer Sommer (1983, mit Isabelle Adjani), Blanche und Marie (1985, mit Huppert und Bonnaire), Drei Männer und ein Baby (1985) und Das Licht der erloschenen Sterne (1994). Eine größere Nebenrolle hatte sie als Georgette in Taverniers Hauptmann Conan und die Wölfe des Krieges (1996) neben Philippe Torreton und Samuel Le Bihan. Daneben in einigen Fernsehproduktionen.

## Filmografie
- 1963: La Rentrée (Kurzfilm)
- 1963: La chasse ou L'amour ravi (Fernsehfilm)
- 1964: Rocambole (Fernsehserie)
- 1964: Le théâtre de la jeunesse (Fernsehserie, eine Folge)
- 1964: La caméra explore le temps (Fernsehserie, eine Folge)
- 1965: Tagebuch einer Frauenärztin (Journal d'une femme en blanc)
- 1965: Seule à Paris (Fernsehserie)
- 1965: Gaspard des montagnes (Fernsehfilm)
- 1966: Brennt Paris? (Paris brûle-t-il?)
- 1967: Le temps des cerises (Fernsehfilm)
- 1967: Allô Police (Fernsehserie, 1 Folge)
- 1967: Das Millionen-Duell (Fleur d'oseille)
- 1968: Benjamin – Aus dem Tagebuch einer männlichen Jungfrau (Benjamin ou Les mémoires d'un puceau)
- 1968: Die kleine Brave (La petite vertu)
- 1968: La grammaire (Fernsehfilm)
- 1969: Le distrait (Fernsehfilm)
- 1969: Les empaillés (Fernsehfilm)
- 1970: Facilités de payement (Fernsehfilm)
- 1971: Kommando Cobra (Le saut de l'ange)
- 1972: Comme il vous plaira (Fernsehfilm)
- 1972: L'italien des roses
- 1973: Die Einladung (L'invitation)
- 1973: Endstation Schafott (Deux hommes dans la ville)
- 1974: Der Uhrmacher von St. Paul (L'Horloger de Saint-Paul)
- 1974: Les trois sœurs (Fernsehfilm)
- 1975: Ein lustiges Leben (Une partie de plaisir)
- 1975: Une Suédoise à Paris (Fernsehserie, eine Folge)
- 1975: Das böse Vergnügen (Le malin plaisir)
- 1976: Der Richter und der Mörder (Le juge et l'assassin)
- 1976: La situation est grave... mais pas désespérée
- 1967, 1978: Die Fälle des Monsieur Cabrol (Les cinq dernières minutes, Fernsehserie, zwei Folgen)
- 1978: Die Barrikade von Point du Jour (La barricade du Point du Jour)
- 1979: Messieurs les jurés (Fernsehserie, eine Folge)
- 1979: Les amours de la belle époque (Fernsehserie, eine Folge)
- 1980: 5 Prozent Risiko (5% de risque)
- 1981: Die Kameliendame (La storia vera della signora dalle camelie)
- 1981: Le mythomane (Fernsehserie, sechs Folgen)
- 1981: Le loup-garou (Fernsehfilm)
- 1983: Ein mörderischer Sommer (L’été meurtrier)
- 1984: Le bout du lac (Fernsehfilm)
- 1985: Un aventurier nommé Godin (Fernsehfilm)
- 1985: Blanche und Marie (Blanche et Marie)
- 1985: Drei Männer und ein Baby (3 hommes et un couffin)
- 1985: L'épi d'or (Fernsehfilm)
- 1985: Série noire (Fernsehserie, eine Folge)
- 1985: Les colonnes du ciel (Miniserie, eine Folge)
- 1986: Sommer '36 (L'été 36, Fernsehfilm)
- 1986: Shimpf la fumée (Kurzfilm)
- 1987: Drôles d'occupations (Miniserie)
- 1988: Das Testament eines ermordeten jüdischen Dichters (Le testament d'un poète juif assassiné)
- 1988: Maigret (Les Enquêtes du commissaire Maigret) (Fernsehserie, eine Folge)
- 1988: Adieu je t'aime
- 1989: Unterröcke der Revolution (Les jupons de la révolution, Fernsehserie, eine Folge)
- 1989: Métempsychose (Kurzfilm)
- 1992: Mademoiselle Fifi ou Histoire de rire (Fernsehfilm)
- 1994: Das Licht der erloschenen Sterne (La lumière des étoiles mortes)
- 1995: Tango, mambo et cha-cha-cha (Fernsehfilm)
- 1996: Mo'
- 1996: Hauptmann Conan und die Wölfe des Krieges (Capitaine Conan)
- 1997: Une mère comme on n'en fait plus (Fernsehfilm)
- 2001: Une femme d'honneur (Fernsehserie, eine Folge)
- 2001: Un crime au paradis